# Pachydota josefina
Pachydota josefina är en fjärilsart som beskrevs av William Schaus 1910. Pachydota josefina ingår i släktet Pachydota och familjen björnspinnare. Inga underarter finns listade i Catalogue of Life.